# Richmond Lock

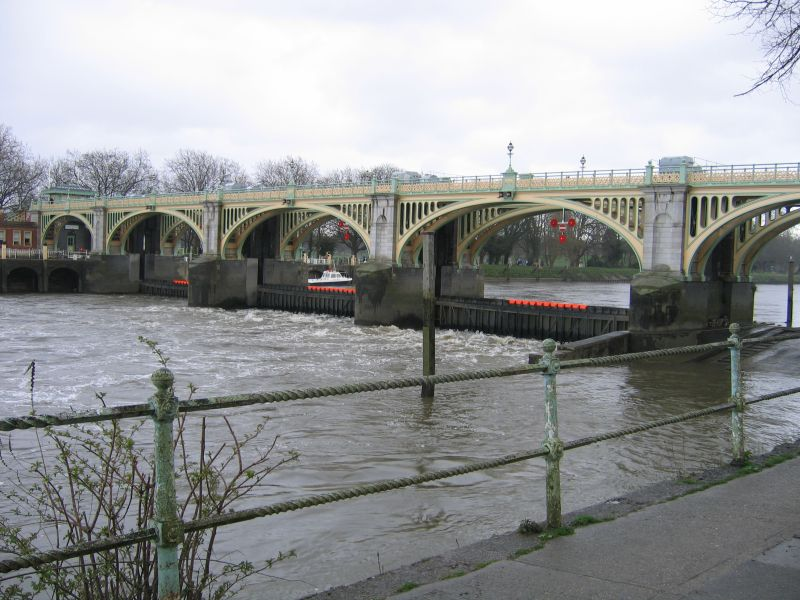
Richmond Lock

Richmond Lock ist der Name einer Staustufe mit Fußgängerbrücke am Fluss Themse in London. Es ist die am weitesten flussabwärts liegende Staustufe an der Themse, noch im Bereich des Gezeiteneinflusses der Nordsee, und die einzige, die von der Londoner Hafenbehörde Port of London Authority betrieben wird. Die Fußgängerbrücke verbindet die Stadtteile Richmond upon Thames und St. Margaret’s miteinander, beide im Stadtbezirk London Borough of Richmond upon Thames gelegen. Bis 1938 musste für die Benutzung der Fußgängerbrücke eine Maut entrichtet werden.
Die 1894 eröffnete Anlage dient der Aufrechterhaltung eines für die Schiffbarkeit ausreichenden Wasserstandes in der bis Teddington Lock reichenden Stauhaltung des Oberwassers. Sie besteht aus drei Wehrfeldern mit jeweils 20,12 Meter (66 Fuß) Breite, Schleuse und Bootsschleppe. Die Lage im Bereich der Gezeiten hat eine besondere betriebliche Situation zur Folge. Die 3,66 Meter (12 Fuß) hohen Schütze werden für rund zwei Stunden vor und nach Hochwasser vollständig gezogen, dies ist der eigentliche Zweck der Brückenkonstruktion. Der Schiffsverkehr passiert dann durch die Wehrfelder. Zu anderen Zeiten muss die Schleuse genutzt werden. Die maximale Fallhöhe beträgt dann 3,05 Meter (10 Fuß). Die Schleuse erlaubt die Durchfahrt von Schiffen mit einer maximalen Länge von 76,2 Metern (250 Fuß) Länge und 8,13 Metern (26 Fuß 8 inch) Breite.